# 도스마스

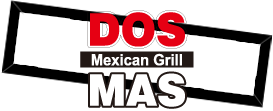
도스마스의 공식로고

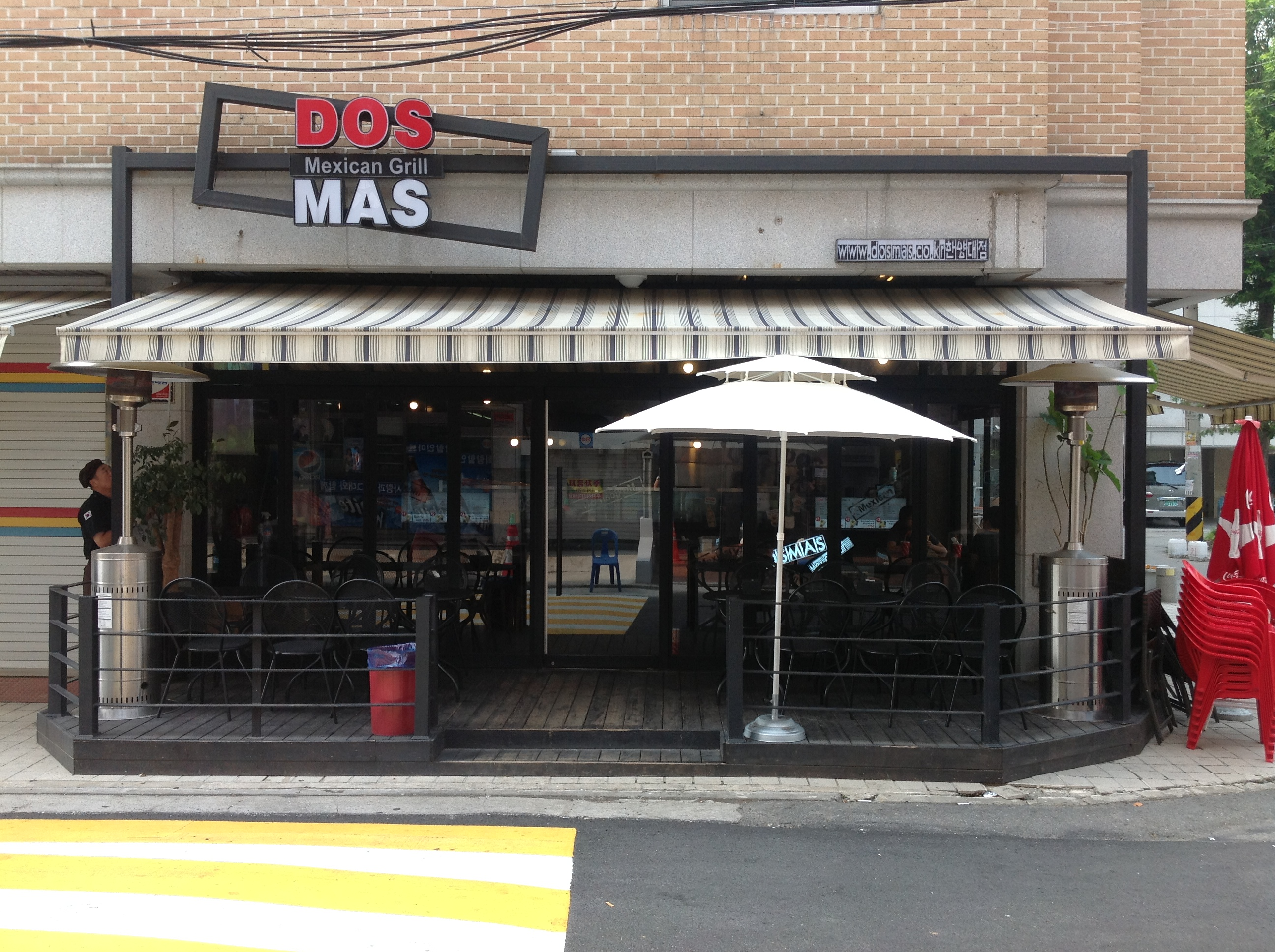
한양대학교 에리카 캠퍼스 앞, 도스마스 본점

도스마스(Dosmas)는 한국의 부리토 전문 레스토랑 체인이다. 스페인어로 '두 개 더' 라는 뜻으로, 하나를 사러 왔다가 두 개를 더 사간다는 의미를 가지고 있다. 도스마스는 2010년 8월, 한양대학교 ERICA캠퍼스의 먹거리 골목에서 작은 노점으로 시작했다.

## 역사
아메리칸 드림을 꿈꾸던 도스마스의 안성희 대표는 미국에서 순두부 찌개 집을 운영하던 중, 서브프라임 모기지 사태를 기점으로 가게 문을 닫게 되었다. 취업도 어려웠던 탓에, 한국으로 귀국을 결정한다. 그리고 안성희는 지인의 돈 1000만원을 빌려 차량에 장비를 싣고 노점 창업을 시작하게 되었다. 사업 아이템은 미국에서 자주 먹었던 부리토였다. 한 달 준비하고 무작정 수원역 앞으로 가서 장사를 시작했지만, 여러 사정 탓에 제대로 장사를 하지 못했다. 미국에서 먹던 부리토가 한국인의 입맛에 맞지 않는 것도 문제였다. 고민 끝에 향신료를 빼고 한국인의 입맛에 맞게 메뉴를 조정하였다. 즉, 현지화에 성공한 것이다.
이후 남이섬에서 푸드트럭을 하며 입소문이 나기 시작했고, 노점 장사를 시작한 지 6개월 만에 한양대학교 에리카 캠퍼스 앞에 첫 점포를 열게 되었다.(푸드트럭으로 한양대 에리카 캠퍼스 앞에서도 장사를 했었다.)
간편하게 식사를 해결할 수 있으면서도 저렴한 가격, 이색적인 맛이 대학생의 입맛을 사로잡았다.
당시 한양대 에리카 캠퍼스 앞에는 부리토처럼 간편식으로 먹을 수 있는 음식점이 '쏘킹' 이라는 핫도그 집 밖에 없었으며, 2010년도 기억으론 점심엔 '도스마스'와 '쏘킹' 둘 중에 뭘 먹을지 고민을 많이 했었다.
현재는 도스마스 외에 한양대 에리카 정문 안단테 광장 쪽에 '213 버거' 라는 가게도 운영 중이다.

## 메뉴

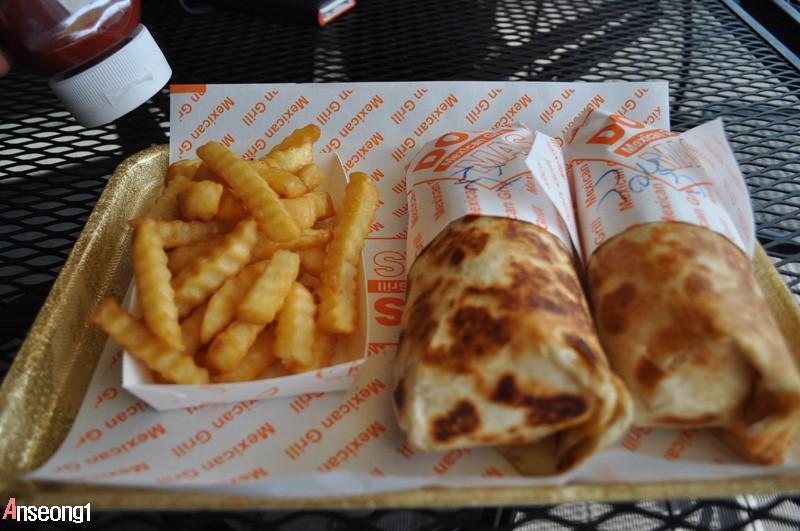
도스마스의 부리또

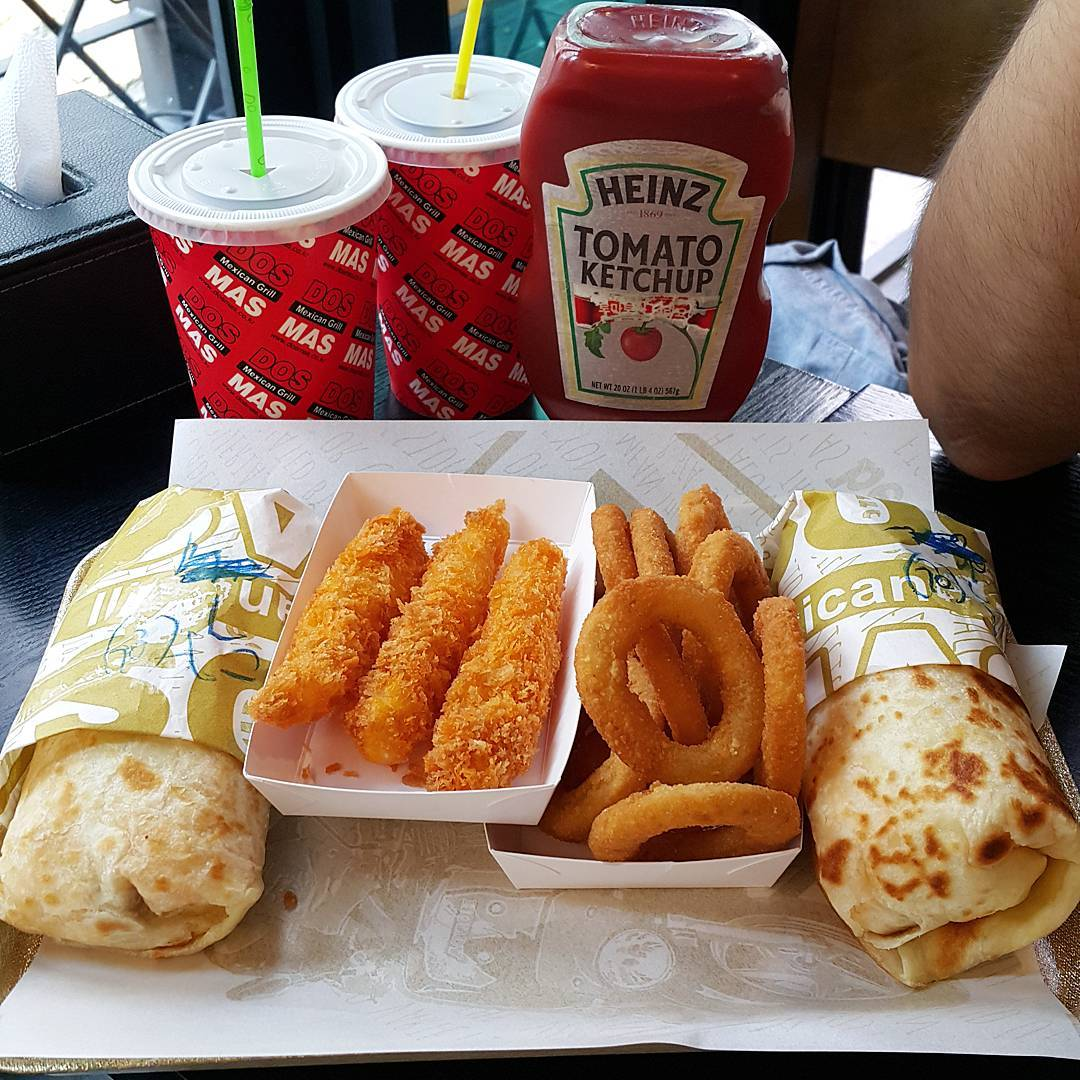
도스마스의 음료, 튀김세트

도스마스는 종업원에게 주문을 하는 것이 아니라, 기계를 통해 주문을 받고 있다. 소비자가 직접 메뉴를 선택할 수 있으며, 고기의 종류와 소스를 선택할 수 있다.

### 재료
도스마스는 손님이 고기의 종류 및 소스를 선택할 수 있다. 고기는 쇠고기, 닭고기, 믹스(소+닭), 치킨 텐더, 제육 중 하나를 선택할 수 있으며, 소스는 안매운맛, 조금 매운맛, 아주 매운맛을 고를 수 있다.
도스마스의 부리토는 고기, 양배추, 각종 야채, 밥이 들어간다. 다른 부리토와 달리, 밥이 들어가는 것이 가장 큰 특징이다. 추가토핑에 웨지감자를 선택할 경우, 밥 대신 웨지감자가 들어간다.
2017년 10월 28일부터 신메뉴인 치킨팝콘 부리토와 케사디야 부리토가 출시되었다. 퀘사디야는 초창기 매장에서 판매를 했었으나, 사라졌다가 다시 부활한 메뉴이다. 스프레드 소스와 화이트 소스도 새로운 소스로 출시되었다.